# Europlanet
Europlanet — астрономічна організація, фінансована Європейським Союзом для об'єднання досліджень в галузі планетології та вивчення Сонячної системи. Цілі організації включають сприяння співпраці між науковцями, обмін науковими результатами та підтримку нових космічних місій. Організація проводить щорічний Європланетний науковий конгрес (англ. Europlanet Science Congress, EPSC)

## Історія
Європейська планетологічна мережа (англ. European Planetology Network, EuroPlaNet) була заснована в межах 6-ї рамкової дослідницької програми ЄС, яка фінансувалась з 2005 по 2008 рік. Європейська планетологічна мережа мала на меті структурувати планетологічні дослідження в Європі. Спочатку в ній брали участь вчені з 50 європейських установ, більшість з яких були задіяні в місії Кассіні-Гюйгенс. Протягом чотирьох років коло залучених науковців розширилося, включивши нові космічні проєкти, що досліджували Марс, Венеру та комети. Іншими своїми цілями EuroPlaNet обрала організацію Європейського планетологічного конгресу (European Planetary Science Congress) та популяризацію наукових результатів для громадськості.
В межах 7-ї рамкової програми ЄС проєкт було продовжено, і з січня 2009 року він увійшов до другої фази.
У програмі фінансування ЄС Горизонт 2020 дослідницька інфраструктура Europlanet 2020 (Europlanet 2020 Research Infrastructure) фінансувалася з 2015 по 2019 роки, а потім дослідницька інфраструктура Europlanet 2024 фінансувалася з 2020 по 2024 рік, забезпечуючи науковцям безперервний безкоштовний доступ до обладнання й моделювань для планетологічних досліджень. У дослідницькій інфраструктурі Europlanet 2024 брали участь 53 інститути з 21 країни Європи та інших континентів, а також 44 афілійованих партнери.
Щоб забезпечити постійну діяльність загальноєвропейської мережі з планетології, у 2018 році було засновано товариство Europlanet. Міцний зв'язок між товариством і щорічним Європейським планетологічним конгресом (European Planetary Science Congress, EPSC) знайшов своє відображення в 2020 році в зміні його назви на Європланетний науковий конгрес (Europlanet Science Congress, EPSC).